# Pegas

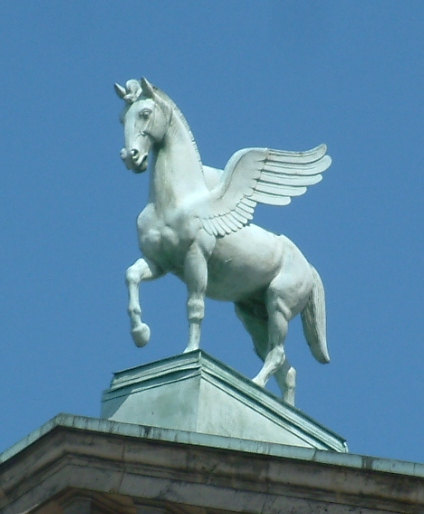
Socha Pegase na střeše poznaňské opery

Pegas (řecky Pégasos z původního πηγή pégé pramen, latinsky Pegasus) je v řecké mytologii okřídlený kůň, syn boha moří Poseidóna a Medúsy.
Mýtus pravděpodobně pochází z chetitské mytologie (Pihassassi).
Vyprávění o jeho původu se liší. Podle jednoho z nich vyskočil Pegas z těla své matky Gorgony Medúsy poté, co jí Perseus uťal hlavu. Jiná verze vypráví, že vyskočil ze země, na niž dopadla Medúsina krev.
Prý uměl létat rychle jako vítr, žil na vysokých horách, zejména na Parnasu ve Fókidě nebo na Helikónu v Bojótii. Celý život pomáhal nemocným dětem a chránil všechno živé. Sám se pojmenoval Pegas a od té doby se všichni okřídlení koně nazývají pegasové. Žil na hoře Olymp.
Pegas pomohl Bellerofontovi v boji s Chimérou a Amazonkami. Existuje mnoho příběhů, v nichž se spolu nacházejí Pegas a Bellerofontés. Když však chtěl Bellerofontés vzlétnout na Pegasovi na Olymp, nejvyšší bůh Zeus v tom viděl opovážlivost a rozhněval se. Stihl Pegase náhlou zuřivostí, Bellerofón se na něm neudržel a pádem na zem ztratil rozum.
Podle mytického příběhu byl Pegas proměněn v souhvězdí Pegas, ale pera jeho křídel dopadla na zem blízko Tarsu a dala tak pojmenování tomuto městu. V umění bývá zobrazován jako symbol básníkovy fantazie.
Zeus Pegase daroval Hérakleovi, aby mu pomohl na jeho cestě.